# Trigonostemon merrillii
Trigonostemon merrillii är en törelväxtart som beskrevs av Adolph Daniel Edward Elmer. Trigonostemon merrillii ingår i släktet Trigonostemon och familjen törelväxter. Inga underarter finns listade i Catalogue of Life.